# Era del malessere
Era del malessere è un termine che descrive i modelli delle auto del mercato statunitense approssimativamente dal 1973 al 1983. Il governo federale degli Stati Uniti aveva infatti emesso diversi mandati per ridurre l'inquinamento e migliorare l'efficienza del carburante e la sicurezza delle auto in quest'epoca, che hanno portato alla morte della muscle car americana in stile anni '60, un netto calo nelle prestazioni nella maggior parte dei veicoli americani e un cambiamento nello stile visivo lontano dagli spunti di design degli anni '60 verso gli stili generalmente meno popolari negli anni '70.